# Ungnadija
Ungnadija (lat. Ungnadia) monotipski biljni rod u porodici sapindovki. Jedini mu je predstavnik U. speciosa Endl., sjevernoamerička vrsta listopadnog grma ili drveta raširenog od Meksičkog zaljeva do pacifičke obale Meksika, i na sjever do Teksasa.
U. speciosa prilagođena je sušnim mjestima, ali dobro podnosi i hladnoću. Obično naraste 2.5 do 3.5 metara, a može biti visoko i do 9 metara (30 stopa). Listovi su naizmjenični, cvjetovi rozi. Ptice jedu plod ali za ljude njezine sjemenke otrovne.
Lokalni nazivi su meksički kesten (Mexican buckeye) i monillo.